# Arne Naudts
Arne Naudts (27 novembre 1993) è un calciatore belga, attaccante del Dessel Sport.

## Carriera

### Club
Ha giocato nella prima divisione belga con la maglia del Cercle Bruges.

### Nazionale
Ha giocato nelle nazionali giovanili belghe Under-18, Under-19 ed Under-20.